# Август без императора
«Август без императора» (яп. 皇帝のいない八月: котэи-но инаи хатигацу; англ. August without Emperor) — японский фильм-драма с элементами триллера, поставленный одним из известнейших японских кинорежиссёров Сацуо Ямамото в 1978 году. Фильм снят по мотивам повести Кюдзо Кобаяси.

## Сюжет
История, рассказанная в фильме, вымышлена.
Группа ультраправых военных готовит государственный переворот под кодовым названием «Август без императора» с целью установления военной диктатуры. Нити заговора тянутся к бывшему премьер-министру Охате, связанному с американскими разведывательными службами...
Отставной офицер Фудзисаки со своим отрядом «сил самообороны» захватывает экспресс, идущий в Токио. В то же время тесть Фудзисаки, видный полицейский чиновник, руководит раскрытием заговора. Следствие ведётся с ведома премьер-министра Японии, который, обеспокоенный своим шатким положением, в свою очередь, ищет помощи у экс-премьера Охаты, надеясь извлечь выгоду из военного переворота.
Полиция арестовывает офицера, приближённого к Охате, и находит у него план путча. Заговор раскрыт. Охата отравлен. Но Фудзисаки, не знающий о смерти руководителя восстания, прорывается к Токио. Он минирует поезд. Под угрозой жизнь более трёхсот человек...
Случай свёл в этом поезде Киоко, жену Фудзисаки, с её бывшим возлюбленным журналистом Исимори, который пытается убедить Киоко, ради их прошлой любви, убить фанатика-мужа и спасти пассажиров. В это время экспресс останавливают и окружают правительственные войска. Завязывается кровопролитная схватка. Киоко делает выбор. Она предаёт любовь прошлую ради любви настоящей и пытается спасти мужа, но, смертельно раненная, умирает у него на руках. Бой продолжается. Часть пассажиров уже покинула вагоны. Сам Фудзисаки ранен. Но он успевает нажать на кнопку взрывателя, и экспресс взлетает на воздух.
Мятеж подавлен. Премьер-министр доволен — его влияние упрочено как раз накануне выборов...

## В ролях
- Цунэхико Ватасэ — Акимаса Фудзисаки
- Саюри Ёсинага — Киоко, жена Фудзисаки
- Киёси Ацуми — Кубо
- Эцуси Такахаси — Тосикура
- Кэй Ямамото — Исимори
- Син Сабури — Охата
- Осаму Такидзава — Сабаяси
- Тэцуро Тамба — Миками
- Рэнтаро Микуни — Эми
- Эйдзи Окада — Токунага
- Сигэру Кояма — Масагаки
- Ёсико Окада — Канэда
- Эйтаро Одзава — Осанаи, министр строительства
- Эйдзи Окада — Токунага
- Кивако Тайти — Аяко Накагами

## Премьеры
- — национальная премьера фильма состоялась 23 сентября 1978 года[1].
- — фильм демонстрировался в советском кинопрокате с 23 марта 1981 года, дублирован на к/ст. им. М. Горького (1980)[комм. 1][2]

## Награды и номинации
Премия Японской киноакадемии
- 8-я церемония вручения премии (1979)[3]

Номинации в категориях:
- лучший актёр 1978 года — Цунэхико Ватасэ
- за лучшую музыку к фильму 1978 года — Масару Сато

Кинопремия «Голубая лента»
- 21-я церемония награждения (за 1978 год)[3]

Выиграна:
- Лучший молодой актер 1978 года — Тосиюки Нагасима

Hochi Film Awards (1979)
Выиграна:
- Лучший молодой актер 1978 года — Тосиюки Нагасима

Премия журнала «Кинэма Дзюмпо» (1960)
- Номинация на премию за лучший фильм 1978 года (по результатам голосования 24-е место).

## Комментарии
1. ↑  В советском прокате фильм демонстрировался с 23 марта 1981 года, р/у Госкино СССР № 2215/80 (до 20 июня 1987 года) — опубликовано: «Аннотированный каталог фильмов, выпущенных в 1981 году. В/О «Союзинформкино», Госкино СССР, М.-1982, стр. 112.